# Салуджа
Салуджа (італ. Saluggia, п'єм. Salugia) — муніципалітет в Італії, у регіоні П'ємонт, провінція Верчеллі.
Салуджа розташована на відстані близько 520 км на північний захід від Рима, 31 км на північний схід від Турина, 33 км на захід від Верчеллі.
Населення — 4107 осіб (2014).
Щорічний фестиваль відбувається 6 вересня. Покровитель — San Grato.

## Демографія
Населення за роками:

Станом на 1 січня 2023 року в муніципалітеті офіційно проживало 255 іноземців з 27 країн, серед них 131 громадянин країн Євросоюзу та 3 громадяни України.

## Сусідні муніципалітети
- Чильяно
- Крешентіно
- Лампоро
- Ліворно-Феррарис
- Рондіссоне
- Торрацца-П'ємонте
- Вероленго